# Чолнище
Чолнище (словен. Čolnišče) — поселення в общині Загорє-об-Саві, Засавський регіон, Словенія. Висота над рівнем моря: 497,6 м.